# Andrea Marchisio
Pour les articles homonymes, voir Marchisio.
Andrea Marchisio (né le 6 novembre 1990 à Coni) est un joueur italien de volley-ball. Il mesure 1,86 m et joue réceptionneur-attaquant ou libero.

## Clubs
| Club              | De        | À         |
| ----------------- | --------- | --------- |
| Pallavolo Loreto  | 2010-2011 | 2010-2011 |
| Club Italia Rome  | 2011-2012 | 2011-2012 |
| Piemonte Volley   | 2012-2013 | 2013-2014 |
| Tuscania Volley   | 2014-2015 | 2014-2015 |
| Emma Villas Siena | 2015-2016 | 2015-2016 |
| Tuscania Volley   | 2016-2017 | 2016-2017 |
| AS Volley Lube    | 2017-2018 | en cours  |

## Palmarès

### En sélection nationale
N/A

### En club
- Ligue des champions CEV (1)
  - Vainqueur : 2019.
  - Finaliste : 2013, 2018.
- Mondial des clubs (1)
  - Vainqueur : 2019.
  - Finaliste : 2017, 2018.
- Coupe CEV (1)
  - Vainqueur : 2010.
- Championnat d'Italie — Serie A (2)
  - Vainqueur : 2010, 2019.
  - Finaliste : 2018.
- Coupe d'Italie — Serie A (2)
  - Vainqueur : 2020, 2021.
  - Finaliste : 2010, 2018, 2019.
- Supercoupe d'Italie
  - Finaliste : 2017, 2020.
  - Troisième : 2018, 2019.
- Coupe d'Italie — Serie B
  - Vainqueur : 2017.
  - Finaliste : 2016.

### Distinctions individuelles
N/A